# Charvátská Nová Ves
Charvátská Nová Ves (chorvatsky (Hrvatska) Nova Ves, německy Ober Themenau, v místním úzu Charvacká) je část města Břeclavi v Jihomoravském kraji, v oblasti Valticka. Nachází se na severozápadě města. Původně samostatná obec osídlená chorvatskou kolonizací v 16. století byla do roku 1920 součást Dolního Rakouska. K Břeclavi byla připojena spolu se sousední Poštornou v roce 1974. Ve vsi existuje živý folklór vycházející z tradic Podluží i někdejších Chorvatů, reprezentovaný souborem Slovácký krúžek Charvatčané.
Východně kolem vsi protéká potok Včelínek. Do novodobého katastrálního území Charvátské Nové Vsi patří také největší břeclavské sídliště Na Valtické, přestože urbanisticky a funkčně je součástí sousední Poštorné. Dvě třetiny obyvatel místní části Charvátská Nová Ves žijí na tomto sídlišti.

## Vymezení
Charvátská Nová Ves se nachází mezi lesními komplexy Boří les a Kančí obora, ze severu a východu je obtékaná Včelínkem. Sousedními obcemi a zároveň katastrálními územími jsou na jihozápadě Valtice, na západě Hlohovec, na severu Lednice a na severovýchodě Ladná. V rámci města Břeclav sousedí na východě s místní částí Břeclav a na jihu s Poštornou.
Na severozápadě je katastr vymezen vodními toky Alah a Včelínek (resp. osou rybníků Prostřední a Mlýnský). Na severovýchodě prochází hranice lužním lesem, zčásti po pěšinách nebo lužních tocích, zčásti je v terénu nezřetelná. Na jihozápadě v Bořím lese se jedná vesměs o průseky. 
Hranice vůči Poštorné je vedena po silnici I/40, pak zčásti po spojnici ulic Hlavní a Lednická a potom po lesní Lipinské cestě (žlutá turistická značka). Tato hranice původně vedla výrazně odlišně, s tím že na západě zasahovalo území Charv. N. Vsi dál na jih a zahrnovalo i (dnes poštorenskou) Tovární kolonii a část areálu PKZ. Východně od trati Břeclav–Lednice naopak území Poštorné zaujímalo i prostor dnešního sídliště Na Valtické a sahalo až k hraniční ulici S. K. Neumanna. Zástavbě jižně od ní (ul. Palackého a část Lednické) se proto říkalo „Malá Poštorná“.

## Členění a ulice
Místní část se člení na čtyři základní sídelní jednotky, z toho dvě převážně zastavěné (Charvátská Nová Ves, Na Valtické) a dvě extravilánové (Apollo, Valtický les). ZSJ Na Valtické se ještě funkčně člení na vlastní sídliště (plus nový bytový komplex Hájky) a osadu Habrová seč. Urbanisticky svéráznou lokalitou vesnické části jsou Chaloupky se sítí drobných uliček a domků.
Pro účely voleb je Charvátská Nová Ves rozdělena mezi volební okrsky Břeclav č. 1, 2 (vesnická část) a 20–22 (ZSJ Na Valtické).

### Seznam ulic
Habrová seč, Hájky, Chaloupky, M. Kapusty, Fr. Kňourka, Kollárova, Křivá, A. Kuběny, M. Kudeříkové, Lednická, kpt. Nálepky, Na Špitálce, Na Valtické, Nezvalova, S. K. Neumanna, Nový Dvůr, Obránců míru, Palackého, Revoluční, SNP, Tři Grácie, Tyršův sad, U Apolla, U Jezera, Wolkerova

## Obyvatelstvo

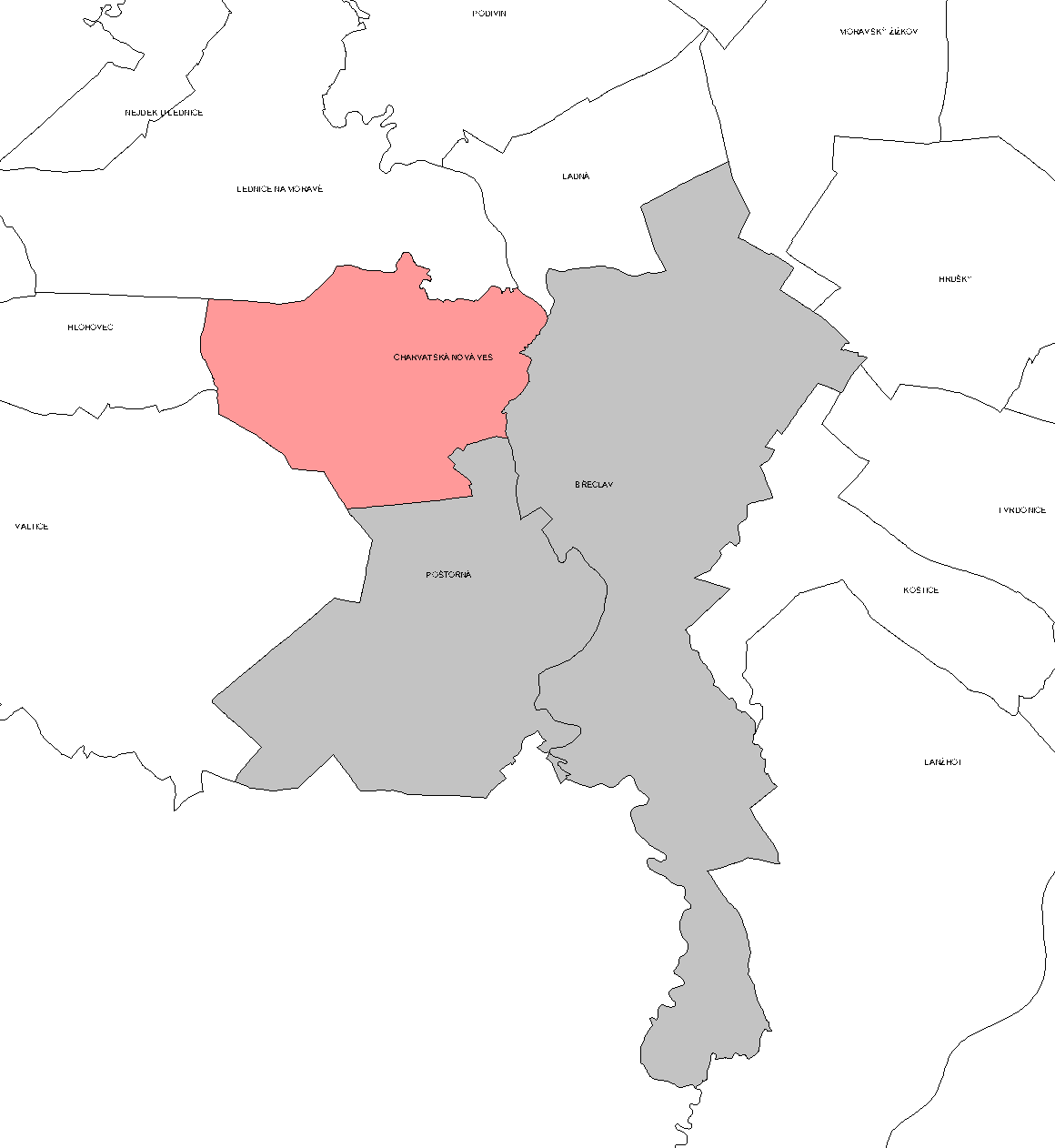
Členění Břeclavi s vyznačením Charv. N. Vsi

### Struktura
Vývoj počtu obyvatel za celou obec i za jeho jednotlivé části uvádí tabulka níže, ve které se zobrazuje i příslušnost jednotlivých částí k obci či následné odtržení.
Prudký nárůst počtu obyvatel mezi lety 1980 a 1991 je způsoben založením sídliště Na Valtické.
| Místní části   | Místní části             | 1869 | 1880 | 1890 | 1900 | 1910 | 1921 | 1930 | 1950 | 1961 | 1970 | 1980 | 1991 | 2001 | 2011 |
| -------------- | ------------------------ | ---- | ---- | ---- | ---- | ---- | ---- | ---- | ---- | ---- | ---- | ---- | ---- | ---- | ---- |
| Počet obyvatel | část Charvátská Nová Ves | 911  | 1047 | 1172 | 1242 | 1686 | 1803 | 1912 | 1725 | 1881 | 1821 | 1884 | 4820 | 5983 | 5426 |
| Počet domů     | část Charvátská Nová Ves | 176  | 198  | 209  | 244  | 276  | 295  | 377  | 413  | 437  | 464  | 532  | 609  | 660  | 697  |

## Doprava
Vesnické jádro Charvátské Nové Vsi leží na silnici III. třídy 41417 z Poštorné do Lednice, sídliště Na Valtické při silnici I/40 z Poštorné do Valtic. Západně od místní části prochází železniční trať Břeclav–Lednice (v jízdním řádu pro cestující označená číslem 253), na které je zřízena zastávka Charvátská Nová Ves; na trati je ale jen sezónní víkendový turistický provoz.
Charvátská Nová Ves je obsluhována linkami MHD Břeclav č. 561, 562, 569 a meziměstskou linkou 570, sídliště Na Valtické pak linkami MHD 562, 566, 567 a 568.

## Pamětihodnosti
- kaplička Panny Marie a kříž z počátku 19. století, v lidovém slohu[6]
- budova školy z roku 1876, postavená z režných červených cihel lichtenštejnské knížecí cihelny v Poštorné[7]

Téměř celý extravilán náleží do Lednicko-valtického areálu, v jehož rámci se na katastru Charvátské Nové Vsi nachází salety Tři Grácie, Nový Dvůr a Apollónův chrám.

## Galerie

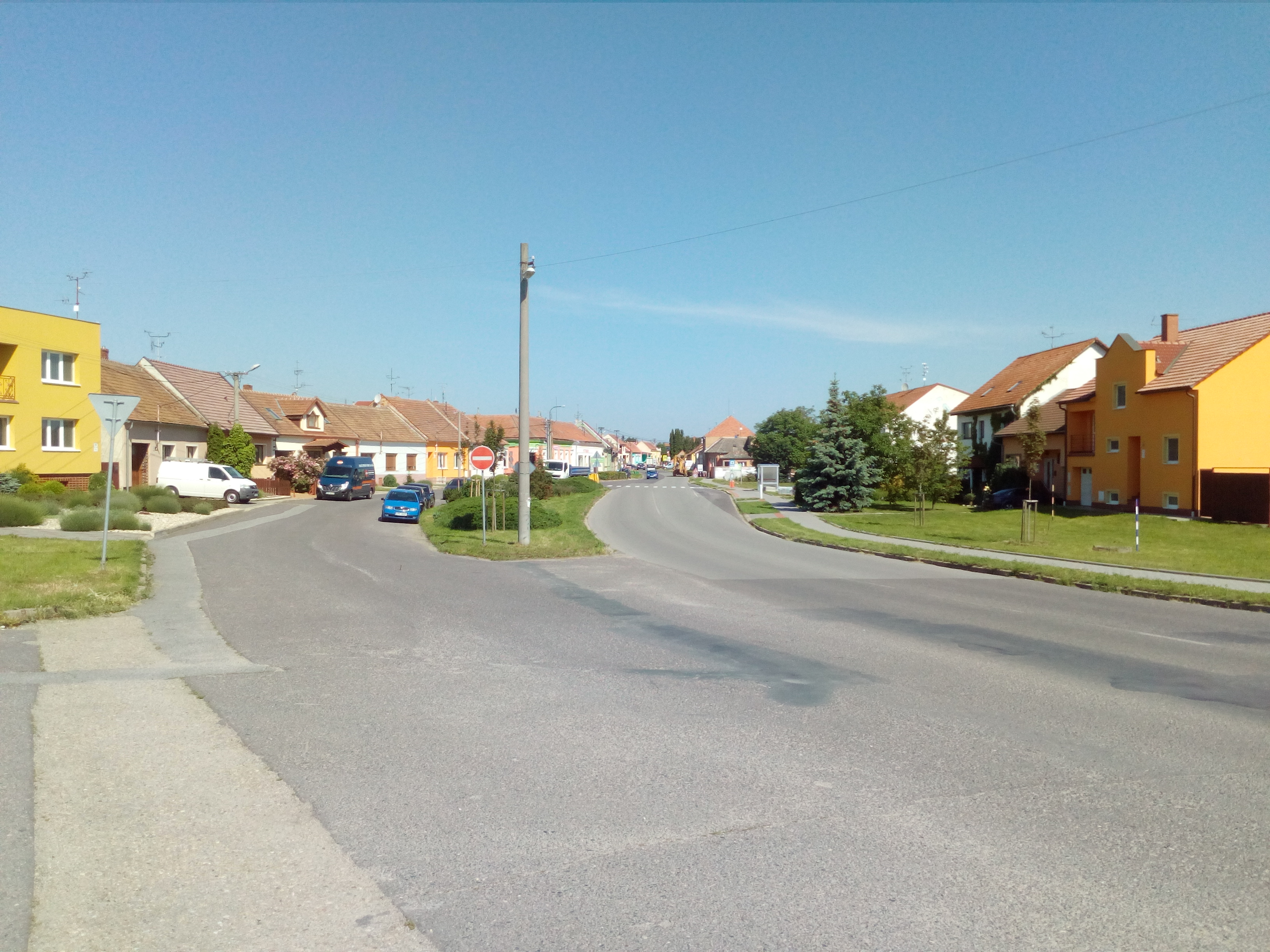
Hlavní ulice
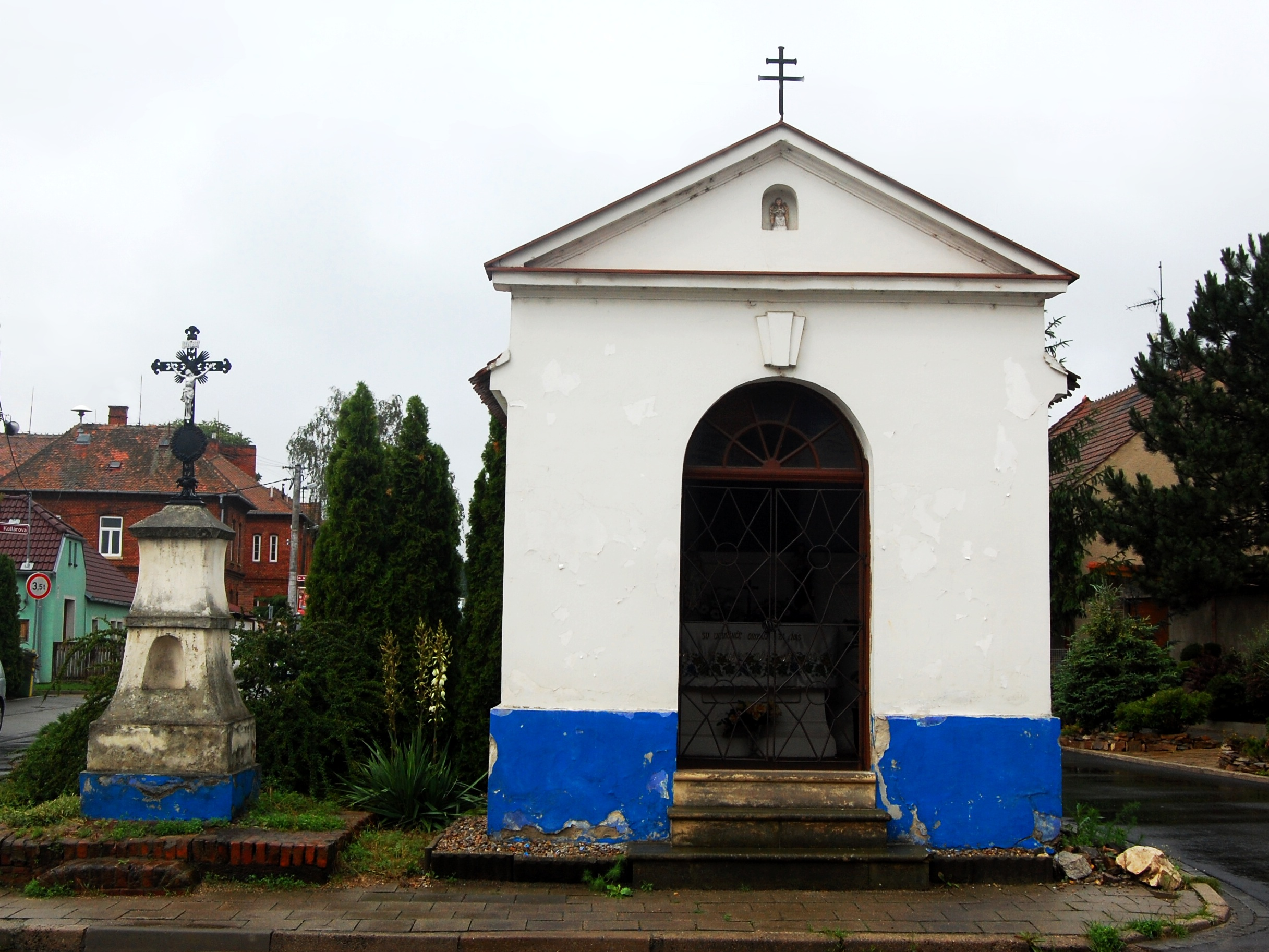
Kaple P. Marie a kříž, za ním v pozadí škola
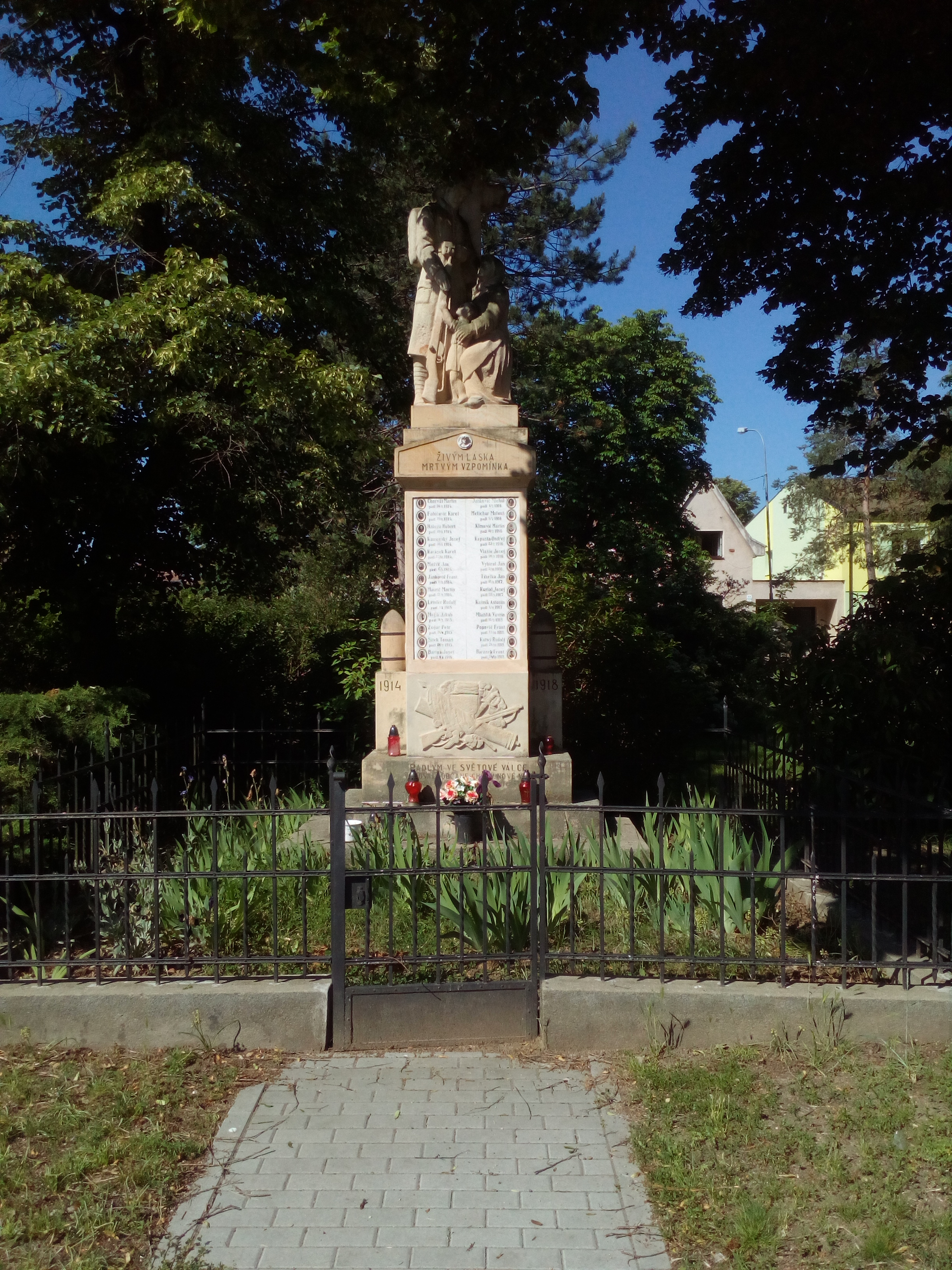
Pomník obětem 1. světové války
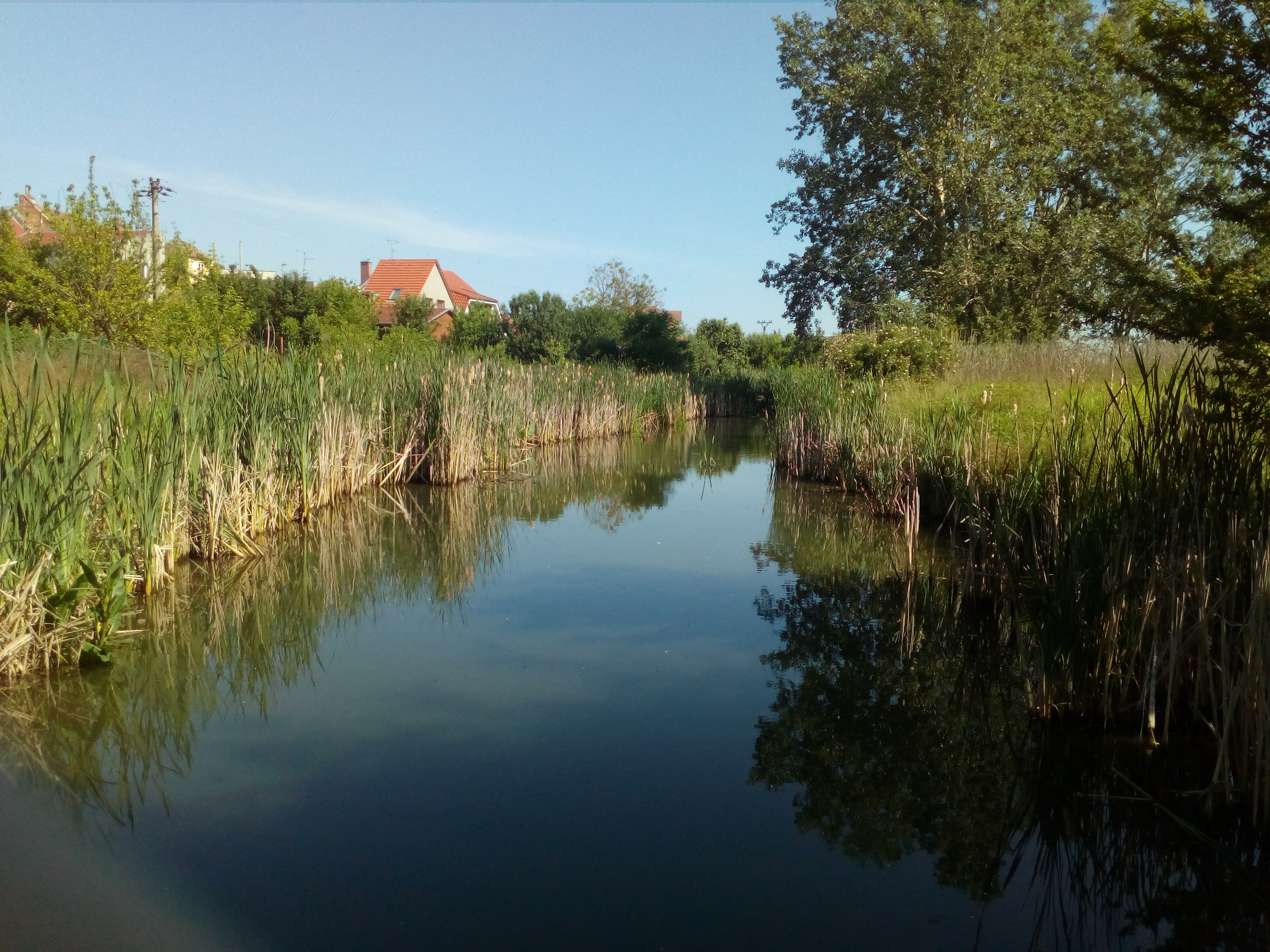
Potok Včelínek
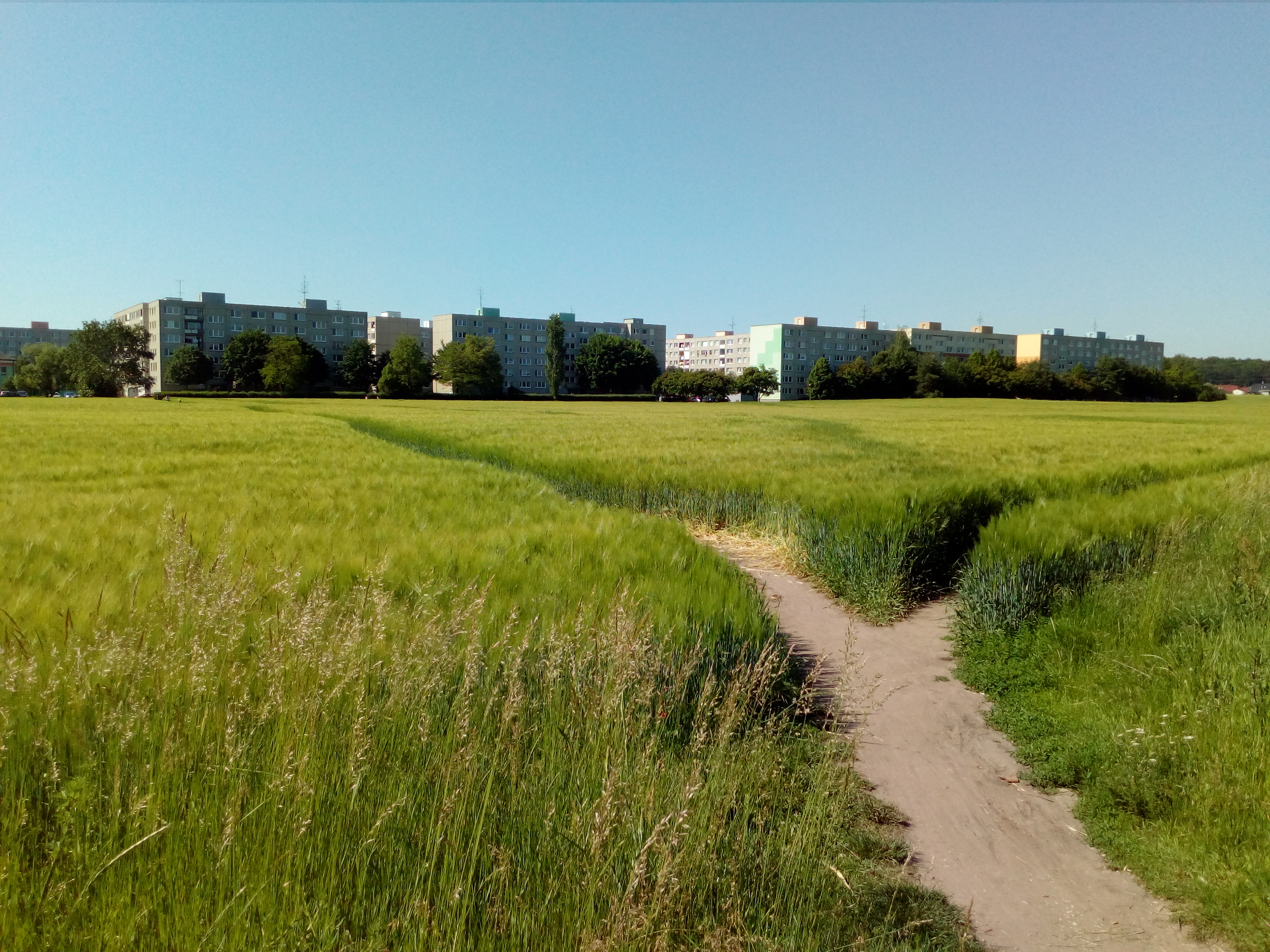
Sídliště Na Valtické, pohled od vesnické části
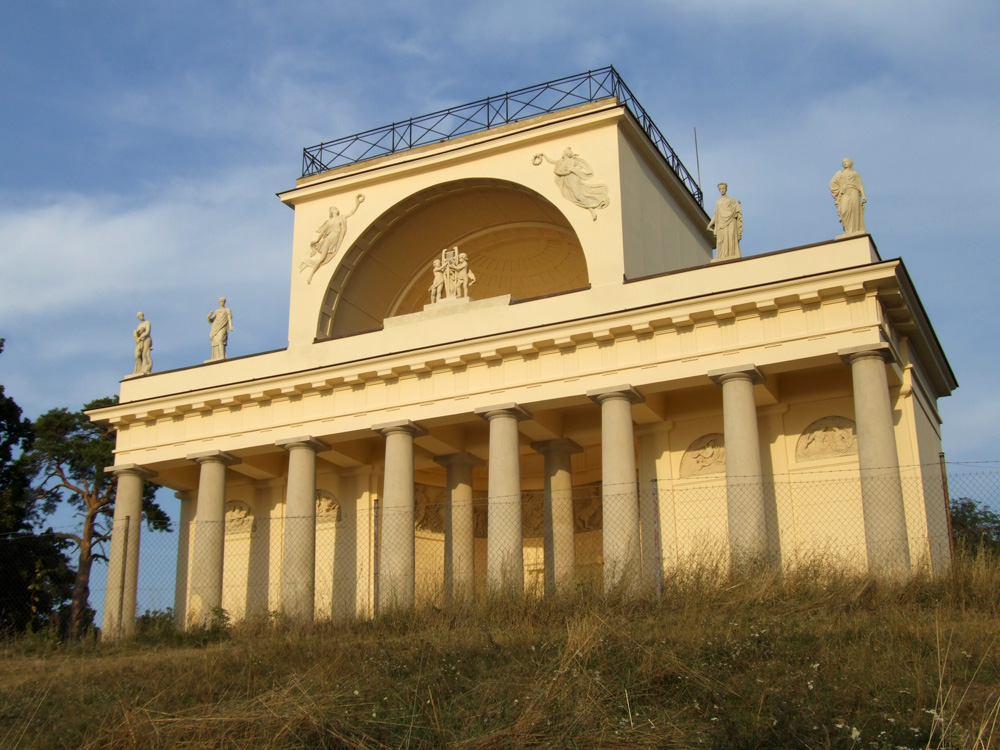
Apollonův chrám
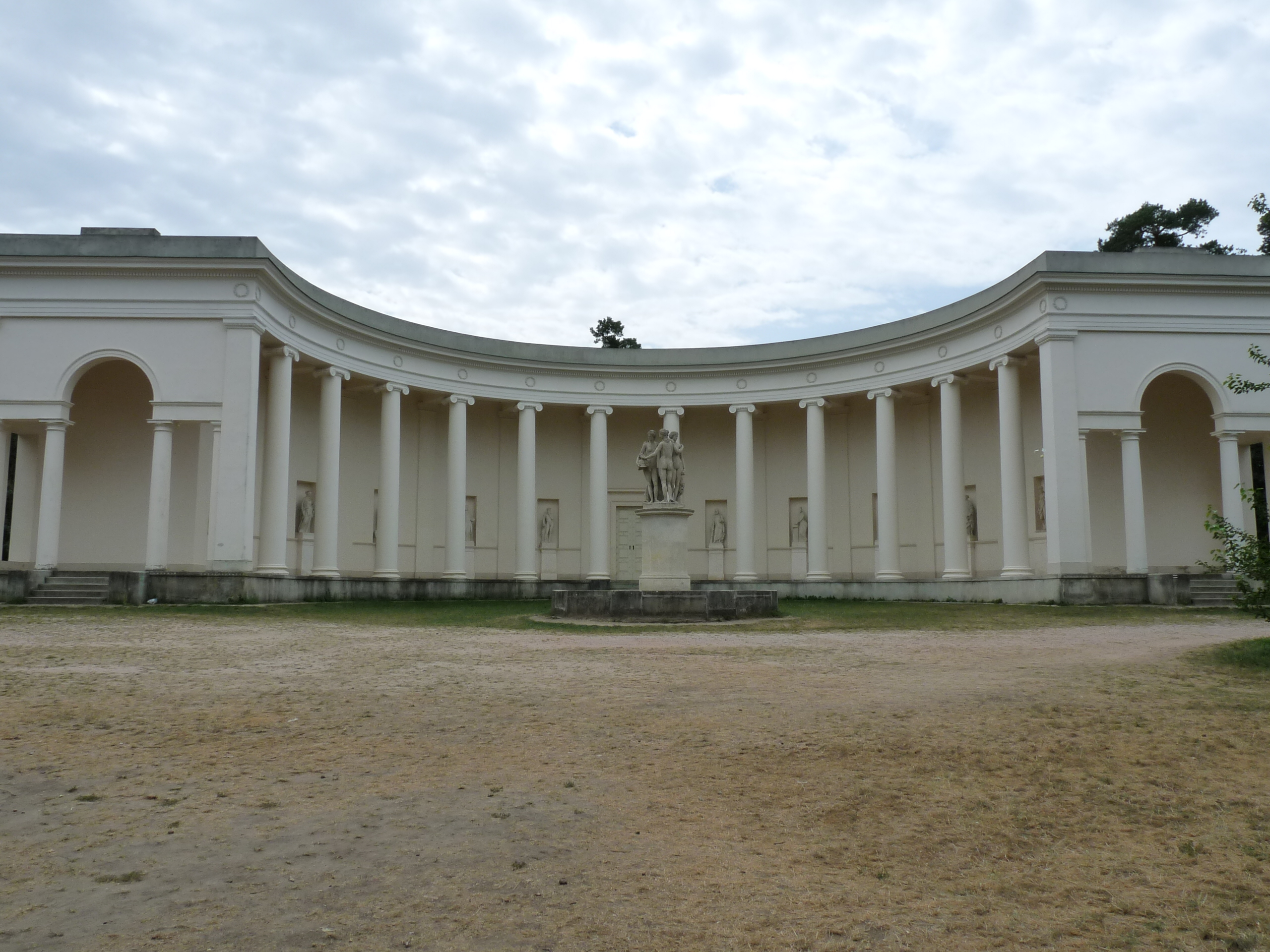
Chrám Tří Grácií
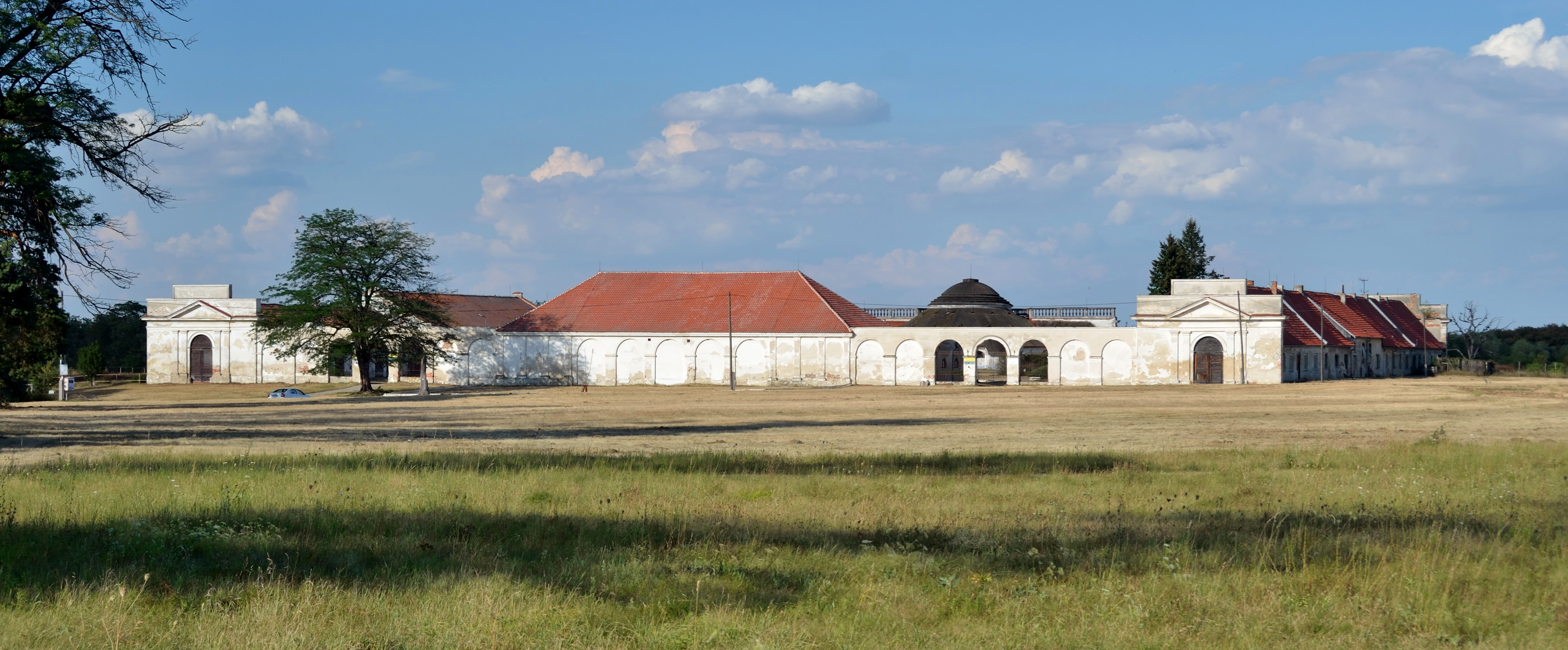
Nový Dvůr